# Nowobohdaniwka (obwód mikołajowski)
Nowobohdaniwka (ukr. Новобогданівка) – wieś na Ukrainie, w obwodzie mikołajowskim, w rejonie mikołajowskim, w hromadzie Radisnyj Sad. W 2022 liczyła 980 mieszkańców.